# Кальтаниссетта (провинция)
Провинция Кальтаниссетта (итал. Provincia di Caltanissetta, сиц. Pruvincia di Nissa) — провинция автономного региона Сицилия в Италии с населением 271 838 человек (на 30 октября 2012 года). Территория провинции составляет 2 124 км² и разделена на 22 коммуны. Столица — город Кальтаниссетта.
Граничит на севере с провинцией Палермо, на востоке с провинциями Энна, Катания и Рагуза, на западе с провинцией Агридженто. В состав провинции входит эксклав — коммуна Резуттано.

## География
В провинции существуют два географических района, отличающихся по морфологическим и климатических признакам: северный и южный. Для северного района с горной местностью характерны широкие долины — ваддуна (сиц. vadduna) и глубокие овраги, внезапные обрывы и террасы на большей или меньшей высоте. Местный рельеф является главной причиной возникновения здесь сравнительно небольших и малонаселенных центров, за исключением столицы, городов Сан-Катальдо и Муссомели. В этой части провинции очень низкий уровень загрязнения воздуха. Для южного района характерна холмистая местность с плавными склонами к равнине Джела, которая простирается до побережья Средиземного моря. Здесь самая высокая плотность населения в провинции и самый большой населённый пункт — город Джела.
На всей территории провинции преобладает холмистая местность, не превышающая 500 метров над уровнем моря. Исключением является область равнины Джела, которая ограничена горной цепью и тянется вдоль побережья залива Джела. На границе с провинцией Палермо находятся несколько пиков высотой почти в 900 метров — Монте-Сан-Вито (888 метров), Монте-Сан-Паолино (813 метров), Монтаньола (877 метров), Монте Мимиани (855 метров), Монте делле Рокке (832 метра), Монте Фагария (813 метров) и Монте Матараццо (825 метров).
Река Сальсо (144 км) раньше была судоходной и являлась главной водной артерией провинции, по территории которой также протекают реки Дирилло (54 км), Гаттано (17 км) и Джела (74 км). Все водоёмы на территории провинции имеют искусственное происхождение, кроме прибрежного болота Бивьере ди Джела и озера Сфондато, образовавшегося в 1907 году за счет грунтовых вод. Это озеро периметром 219 метров и глубиной 13,5 метров находится на востоке от Монте Мимиани на высоте до 370 метров над уровнем моря. Водохранилища Дизуэри и Комунелли образованы плотинами и хранят запасы воды для нужд провинции, часто страдающей от длительных засух.
На территории провинции находятся заповедники: Бивьере ди Джела, Лаго Сфондато, Контрада Скалери, Монте Каподарсо и Валле дель Имера Меридионале, Сугерета ди Нишеми, Лаго Сопрано, Монте Конка.
Северная часть провинции характеризуется довольно низкими средними температурами в течение всего года, чем на всей остальной части острова. Кальтаниссетта носит звание сицилийской столицы ветров сразу после Энны. Туман и, реже, град и снег характеризуют короткую, морозную зиму. Самая низкая температура в течение года достигает 0-3 °С зимой и 15-20 °C летом. Самая высокая температура достигает 40-45 °C летом, но из-за постоянного ветра отсутствует влажность.
Континентальный климат на севере провинции переходит в горячий влажный климат в её южной части, где температура стоит высокая в течение всего года. Средние значения здесь составляют 25 °C летом и 10 °C зимой. Существенная разница между севером и югом провинции наблюдается в количестве выпадающих осадков: от 700 мм в год в северной части (500 мм в столице) до 400 мм в год в южной части, которая часто страдает от длительных засух. Здесь также часто случаются туманы.

## История
Древнейшим известным населением на территории провинции Кальтаниссетта были племена сиканов, занимавших северную (горную) её часть, и сикулов, занимавших южную (прибрежную) часть провинции. С VII века до нашей эры на местном побережье появляются колонии древних греков. Далее эта территория, вместе со всем островом поочерёдно являлась владением Карфагена, Древнего Рима, Византии, Арабского халифата и, наконец, независимого великого графства, а затем королевства Сицилия.
Провинция Кальтаниссетта была основана в 1816 году. Во время правления Бурбон-Сицилийской династии её история была тесно связана с разработкой месторождений серы, на добыче которой в шахтах трудилось почти всё местное взрослое население, и даже дети.
После завоевания королевства Сицилия королевством Сардиния и включения его территории в состав объединённого королевства Италия, в 1876—1878 годах в провинции Обществом Витторио Эмануэле была проложена железная дорога — ветки Кальтаниссетта—Катания—Каникатти и Каникатти—Ликата.
В 1926 году 50 % территории провинции отошли к новообразованным провинциям Энна (40 %) и Рагуза (10 %). С закреплением особого автономного статуса региона Сицилия в конституции Италии в 1946 году, провинция была упразднена и была восстановлена только в 1963 году. С 1986 года имела статус региональной провинции.